# Coupe de la CAF 2000
Navigation
Édition précédente Édition suivante
La Coupe de la CAF 2000 est la neuvième édition de la Coupe de la CAF. 
Elle voit le sacre du club de la JS Kabylie d'Algérie qui bat les Égyptiens d'Ismaily SC en finale, lors de cette neuvième édition de la Coupe de la CAF, qui est disputée par les vice-champions des nations membres de la CAF. Toutes les rencontres sont disputées en matchs aller et retour. C'est le premier des trois succès consécutifs du club algérien en Coupe de la CAF.

## Tour préliminaire
| Équipe 1    | Résultat      | Équipe 2      | Aller | Retour |
| ----------- | ------------- | ------------- | ----- | ------ |
| Chingale FC | 1 - 1 4-2 tab | CD Elá Nguema | 0 - 1 | 1 - 0  |

## Premier tour
| Équipe 1             | Résultat | Équipe 2                      | Aller  | Retour |
| -------------------- | -------- | ----------------------------- | ------ | ------ |
| Ismaily SC           | 7 - 4    | Al Mahalah Tripoli            | 5 - 1  | 2 - 3  |
| Hay Al-Arab SC       | 2 - 0    | Shabana FC                    | 2 - 0  | 0 - 0  |
| Mtibwa Sugar         | 5 - 1    | Mochudi Centre Chiefs         | 3 - 0  | 2 - 1  |
| Cotonsport Garoua    | 4 - 1    | Tout Puissant Mystère         | 2 - 0  | 2 - 1  |
| Awassa City FC       | 2 - 1    | Mukura Victory Sports FC      | 2 - 0  | 0 - 1  |
| Iwuanyanwu Nationale | 5 - 2    | Mbilinga FC                   | 3 - 0  | 2 - 2  |
| Étoile du Sahel (T)  | 11 - 0   | Chingale FC                   | 10 - 0 | 1 - 0  |
| Compagnie Sucrière   | 2 - 0    | Real de Banjul FC             | 1 - 0  | 1 - 0  |
| Stade d'Abidjan      | -        | AC Semassi forfait            | -      | -      |
| CA bizertin          | 3 - 2    | USFA                          | 2 - 0  | 1 - 2  |
| JS Kabylie           | -        | Aslad Moundou forfait         | -      | -      |
| TP Mazembe           | 7 - 2    | Académica Petróleos do Lobito | 4 - 0  | 3 - 2  |
| Wydad AC             | -        | Saint-Anthony FC forfait      | -      | -      |
| USFAS Bamako         | 2 - 3    | Cape Coast Dwarfs             | 2 - 0  | 0 - 3  |
| Kaizer Chiefs        | 6 - 2    | Mbabane Highlanders           | 5 - 0  | 1 - 2  |
| Nchanga Rangers      | 2 - 0    | DS Antananarivo               | 1 - 0  | 1 - 0  |

## Huitièmes de finale
| Équipe 1        | Résultat | Équipe 2               | Aller | Retour |
| --------------- | -------- | ---------------------- | ----- | ------ |
| Ismaily SC      | 8 - 0    | Hay Al-Arab SC forfait | 8 - 0 | -      |
| Mtibwa Sugar    | 0 - 3    | Cotonsport Garoua      | 0 - 1 | 0 - 2  |
| Awassa City FC  | 2 - 3    | Iwuanyanwu Nationale   | 1 - 1 | 1 - 2  |
| Wydad AC        | 2 - 3    | Cape Coast Dwarfs      | 2 - 1 | 0 - 2  |
| Kaizer Chiefs   | 0 - 2    | Nchanga Rangers        | 0 - 2 | 0 - 0  |
| Stade d'Abidjan | 4e - 4   | CA bizertin            | 3 - 0 | 1 - 4  |
| JS Kabylie      | 5 - 2    | TP Mazembe             | 5 - 0 | 0 - 2  |
| 'ES SahelT'     | 4 - 2    | Compagnie Sucrière     | 3 - 0 | 1 - 2  |

## Quarts de finale
| Équipe 1        | Résultat      | Équipe 2          | Aller | Retour |
| --------------- | ------------- | ----------------- | ----- | ------ |
| Stade d'Abidjan | 2 - 1         | Cotonsport Garoua | 2 - 0 | 0 - 1  |
| Nchanga Rangers | 1 - 2         | Heartland FC      | 1 - 0 | 0 - 2  |
| JS Kabylie      | 1 - 1 4-1 tab | ES SahelT         | 1 - 0 | 0 - 1  |
| Ismaily SC      | 6 - 0         | Cape Coast Dwarfs | 4 - 0 | 2 - 0  |

## Demi-finales
| Équipe 1     | Résultat | Équipe 2        | Aller | Retour |
| ------------ | -------- | --------------- | ----- | ------ |
| Heartland FC | 1 - 2    | JS Kabylie      | 1 - 1 | 0 - 1  |
| Ismaily SC   | 7 - 0    | Stade d'Abidjan | 5 - 0 | 2 - 0  |

## Finale
| Équipe 1   | Résultat | Équipe 2   | Aller | Retour |
| ---------- | -------- | ---------- | ----- | ------ |
| Ismaily SC | 1 - 1e   | JS Kabylie | 1 - 1 | 0 - 0  |

## Vainqueur
| Coupe de la CAF Vainqueur 2000 |
| ------------------------------ |
| JS Kabylie Premier titre       |